# سی‌جی دیت
سی‌جی‌دیت یا کریس دیت (به انگلیسی: Christopher J.Date) نویسنده، مدرس و پژوهشگر مستقل و در زمینه مدل رابطه‌ای و پایگاه داده‌ها است.

## زندگی‌نامه
در سال ۱۹۵۸ دوره دبیرستان را به پایان رسانید و در سال ۱۹۶۲ از دانشگاه کمبریج درجه کارشناسی در زمینه ریاضیات دریافت کرد. پس از مدتی کار به عنوان برنامه‌نویس ریاضی در سال ۱۹۶۶ از همان دانشگاه درجه کارشناسی ارشد دریافت نمود. یک سال بعد به استخدام آی بی ام درآمد و تا سال ۱۹۷۴ به عنوان مدرس برنامه‌نویسی در شاخه اروپایی این شرکت فعالیت نمود. دیت از اولین کسانی بود که اهمیت بنیادی نخستین ارائه مدل رابطه‌ای توسط ادگار کاد، را دریافت. او همچنین عضو گروه طراحی آی بی ام محصول دی‌بی‌تو در آزمایشگاه سانتاترزا واقع در سن خوزه کالیفرنیا بود. وی در سال ۱۹۸۳ آی بی ام را ترک کرد و به‌طور مستقل به پژوهش و انتشار کتاب‌هایی پیرامون مدل رابطه‌ای پرداخت.

## کتاب‌ها
دیت بیشتر به خاطر کتابهایش به خصوص کتاب آشنایی با پایگاه‌داده‌ها شناخته می‌شود که تاکنون بیش از هشتصدهزار نسخه از آن در سراسر جهان به فروش رفته‌است. شهرت وی همچنین بخاطر توانایی تشریح مسائل پیچیده فنی به زبان ساده و قابل فهم است.
- آشنایی با پایگاه داده‌ها. ویرایش هشتم. ۲۰۰۴

این کتاب و ویرایش‌های قبل از آن سال هاست که به عنوان مهم‌ترین مرجع درس پایگاه داده‌ها در دانشگاه‌های کشورهای مختلف (از جمله ایران) شناخته می‌شود و ترجمه‌های متعددی از آن به زبان فارسی وجود دارد. این کتاب به‌طور کلی به تشریح مباحث مختلف در زمینه پایگاه داده‌ها می‌پردازد.
- پایگاه داده‌ها، نوع‌ها و مدل رابطه‌ای؛ بیانیه سوم. ویرایش سوم ۲۰۰۵

در این کتاب دیت به تشریح نظرات تجدید نظر طلبانه خود در خصوص تحول در مدل سنتی رابطه‌ای می‌پردازد. این نطرات شامل مسائلی چون غیرمجاز شمردن تهی، اتمیک بودن داده‌ها، زمان چک کردن قیود جامعیت، انتقاداتی بر اس‌کیوال و مواردی از این دست می‌شود.
- نگاهی عمیق‌تر به پایگاه داده‌ها. ۲۰۰۵

در این کتاب مدل رابطه‌ای به گونه‌ای کامل و در عین حال به زبانی ساده شرح داده شده‌است و در عین حال بر بدفهمی‌هایی که جامعه علمی از این مدل دارند تأکید شده‌است. همچنین نظرات تجدید نظر طلبانه دیت که در بیانیه سوم عنوان شده‌اند در این کتاب نیز شرح داده شده‌اند. این کتاب به فارسی ترجمه شده‌است.